# Малый Кемчуг (деревня)
Малый Кемчуг — деревня в Емельяновском районе Красноярского края России. Входит в состав сельсовета Памяти 13 Борцов.

## География
Находится в пределах подтаёжно-лесостепного района лесостепной зоны, на берегах рек Малый Кемчуг, Большой Минанжиль, у трассы Р-255 «Сибирь», примерно в 46 километрах по прямой на запад-северо-запад от западной границы Красноярска.

## Климат
Климат резко континентальный. Среднемесячная температура воздуха июля составляет+19°С, а самого холодного месяца — января −16°С. Средняя продолжительность безморозного периода — 120 дней, с температурой + 10º С — 114 дней, средняя дата последнего заморозка — весной 22 июня, первого, осенью — 20 сентября. Продолжительность безморозного периода 95—116 дней. Среднегодовая температура 0,5—-1,9оС. Годовая сумма осадков составляет до 430—680 см, причем большая часть их выпадает в теплый период года.

## Население
| 2010 |
| ---- |
| 96   |

### Национальный состав
Согласно результатам переписи 2002 года, в национальной структуре населения русские составляли 93 % от общей численности в 101 чел.,

## Инфраструктура
Личное подсобное хозяйство.

## Транспорт
Деревня доступна автотранспортом. Остановка общественного транспорта «Малый Кемчуг».